# Autour d'une cabine
Autour d'une cabine er en fransk animationsfilm fra 1894 af Émile Reynaud.